# Universitat de Waseda
La Universitat de Waseda coneguda també com a Sodai és considerada una de les millors universitats privades del Japó. Al costat de la Universitat Nacional de Tòquio és una de les més prestigioses. És també una de les universitats de més difícil ingrés, i molts estudiants deuen acudir a escoles igualment prestigioses per a garantir-se una vacant. El seu lema és "Independència d'aprenentatge".

## Història
Va ser fundada per l'erudit samurai i polític meiji, i ex premier Okuma Shigenobu el 1882, i va ser reconeguda com a universitat el 1902. Gran part del campus es va destruir durant els bombardejos sobre Tòquio durant la Segona Guerra Mundial, però la universitat va ser reconstruïda i reoberta al voltant de 1949.
El programa de literatura de Waseda és especialment famós, i compte entre els seus graduats als escriptors Haruki Murakami i Tawara Machi. La biblioteca de Soudai també posseeix una col·lecció única que va sobreviure als bombardejos a Tòquio, a diferència d'altres universitats. Per aquest motiu la seva col·lecció és una font important en l'estudi de la història i literatura japoneses anteriors a la guerra.
Waseda és també coneguda per ser camp d'entrenament dels polítics japonesos. 5 premieres de la postguerra són exalumnes de Waseda: Ishibashi Tanzan (1956–1957), Takeshita Noboru (1987–1989), Kaifu Toshiki (1989–1991), Obuchi Keizo (1998–2000), i Mori Yoshiro (2000–2001). Yoshiniko Noda, actual primer ministre del Japó és antic alumne d'aquesta universitat.
El líder socialista japonès Mosaburo Suzuki també va ser alumne de Waseda. Waseda s'ha involucrat recentment en el desenvolupament del WL-16 o "robot errant". Molts estudiants internacionals d'Àsia o altres regions estan registrats en aquesta universitat.